# Federação Butanesa de Voleibol
A Federação Butanesa de Voleibol  (em inglês: Bhutan Volleyball Federation  - BVF) é  uma organização fundada em 1984 que governa a pratica de voleibol no Butão, sendo membro da Federação Internacional de Voleibol e da Confederação Asiática de Voleibol, a entidade é responsável por  organizar  os campeonatos nacionais de  voleibol masculino e feminino no país.

## Ligações Externas
- Site oficial